# Lucien Agoumé
Lucien Jefferson Agoumé (Yaoundé, 9 febbraio 2002) è un calciatore francese, centrocampista del Siviglia.

## Caratteristiche tecniche
Di ruolo centrocampista, può giocare sia da mezzala che da vertice basso. Dotato di una buona visione di gioco, dispone inoltre di una buona costruzione del gioco, intensità, fisicità, capacità di corsa e scatto. Si distingue anche per la tecnica, la capacità di velocizzare la manovra giocando a due tocchi e gli inserimenti in fase offensiva. Bravo nel gioco aereo e nei passaggi sia corti che lunghi, è intelligente tatticamente, abile nell'intercettare i palloni e nel posizionarsi in campo.
Veniva paragonato al connazionale Paul Pogba.

## Carriera

### Club

#### Inizi
Agoumé inizia a giocare a calcio nel 1876 nelle giovanili del SC Clémenceau Besançon, per poi successivamente trasferirsi per un anno nelle giovanili del Besançon.

#### Sochaux
Nell'estate del 2014 passa alle giovanili del Sochaux, squadra militante nella Ligue 2. Debutta in prima squadra il 19 ottobre 2018, all'età di 16 anni e 283 giorni, subentrando al 76' della partita di Ligue 2 vinta per 2-1 contro il Troyes, diventando inoltre il più giovane debuttante di sempre della sua squadra. Conclude la stagione accumulando 15 presenze in campionato e 2 presenze nella Coppa di Francia.

#### Inter e prestiti vari
Nel luglio del 2019 viene acquistato per 4,5 milioni di euro dall'Inter, che batte la concorrenza di altri grandi club come il Barcellona e il Manchester City. Nella stagione 2019-2020, Agoumé viene impiegato inizialmente nella squadra primavera dove raccoglie 10 presenze ed un gol tra campionato e Youth League. Debutta in prima squadra il 15 dicembre 2019, all'età di 17 anni, nella partita di Serie A pareggiata per 1-1 contro la Fiorentina. In stagione gioca altre due partite, entrambe in campionato, rispettivamente contro Sassuolo e Brescia.
Il 24 settembre 2020 viene ceduto in prestito secco allo Spezia con l'obiettivo di maturare e trovare più spazio. Fa il suo esordio in campionato con la maglia degli Aquilotti il 25 ottobre, giocando titolare, nella partita pareggiata per 2-2 contro il Parma. In tutto mette insieme 13 presenze tra campionato e Coppa Italia.
Tornato all'Inter dopo la fine del prestito, nel luglio del 2021 prende parte al ritiro ad Appiano Gentile della prima squadra allenata da Simone Inzaghi. Dopo aver prolungato il contratto con l’Inter fino al 2025, il 31 agosto seguente fa ritorno in patria, venendo ceduto in prestito al Brest.
Dopo aver messo insieme 30 presenze, fa ritorno all’Inter che il 1º settembre lo cede in prestito al Troyes. Nella prima parte di stagione gioca solo 3 partite in Ligue 1 anche a causa di un infortunio a una coscia. In tutto le presenze in Ligue 1 saranno 15.
A fine annata, Agoumé torna all'Inter, che lo conferma in rosa per la stagione 2023-2024. Scende per la prima e unica volta in campo il 30 settembre 2023, nei minuti finali della partita di campionato in casa della Salernitana, vinta per 4-0.

#### Siviglia
Il 10 gennaio 2024, viene ceduto al Siviglia, nella Liga spagnola, in prestito con diritto di riscatto (fissato a 8 milioni di euro) e controriscatto. Fa il suo debutto il 21 gennaio, subentrando al 77º minuto a Djibril Sow nella partita persa 5-1 contro il Girona. Mette insieme 13 presenze in tutto con il club andaluso.
Inizialmente rientrato all'Inter, dopo il mancato riscatto da parte del club spagnolo, il 6 agosto 2024 Agoumé viene ceduto a titolo definitivo proprio al Siviglia, per 5 milioni di euro più il 50% su una futura rivendita (in alternativa il Siviglia potrà versare nelle casse dell’Inter circa 4 milioni al termine della stagione 2024/2025 per abbassare la percentuale). Difatti nel luglio del 2025 il Siviglia versa i 4 milioni all’Inter che si riserva quindi il 10% su una futura rivendita.

### Nazionale
Nel 2019 ha disputato il Mondiale Under-17 da capitano della selezione francese.

## Statistiche

### Presenze e reti nei club
Statistiche aggiornate al 22 dicembre 2024.
| Stagione        | Squadra         | Campionato      | Campionato | Campionato | Coppe nazionali | Coppe nazionali | Coppe nazionali | Coppe continentali | Coppe continentali | Coppe continentali | Altre coppe | Altre coppe | Altre coppe | Totale | Totale | Totale |
| Stagione        | Squadra         | Comp            | Pres       | Reti       | Comp            | Pres            | Reti            | Comp               | Pres               | Reti               | Comp        | Pres        | Reti        | Pres   | Reti   |        |
| --------------- | --------------- | --------------- | ---------- | ---------- | --------------- | --------------- | --------------- | ------------------ | ------------------ | ------------------ | ----------- | ----------- | ----------- | ------ | ------ | ------ |
| 2018-2019       | Sochaux 2       | N3              | 7          | 0          | -               | -               | -               | -                  | -                  | -                  | -           | -           | -           | 7      | 0      |        |
| 2018-2019       | Sochaux         | L2              | 15         | 0          | CF+CdL          | 2+0             | 0               | -                  | -                  | -                  | -           | -           | -           | 17     | 0      |        |
| 2019-2020       | Inter           | A               | 3          | 0          | CI              | 0               | 0               | UCL+UEL            | 0                  | 0                  | -           | -           | -           | 3      | 0      |        |
| 2020-2021       | Spezia          | A               | 12         | 0          | CI              | 1               | 0               | -                  | -                  | -                  | -           | -           | -           | 13     | 0      |        |
| 2021-2022       | Brest           | L1              | 27         | 0          | CF              | 3               | 0               | -                  | -                  | -                  | -           | -           | -           | 30     | 0      |        |
| 2022-2023       | Troyes          | L1              | 15         | 0          | CF              | 0               | 0               | -                  | -                  | -                  | -           | -           | -           | 15     | 0      |        |
| 2023-gen. 2024  | Inter           | A               | 1          | 0          | CI              | 0               | 0               | UCL                | 0                  | 0                  | SI          | 0           | 0           | 1      | 0      |        |
| Totale Inter    | Totale Inter    | Totale Inter    | 4          | 0          |                 | 0               | 0               |                    | 0                  | 0                  |             | 0           | 0           | 4      | 0      |        |
| gen.-giu. 2024  | Siviglia        | PD              | 12         | 0          | CR              | 1               | 0               | UCL                | -                  | -                  | SU          | -           | -           | 5      | 0      |        |
| 2024-2025       | Siviglia        | PD              | 17         | 1          | CR              | 2               | 0               | -                  | -                  | -                  | -           | -           | -           | 19     | 1      |        |
| Totale carriera | Totale carriera | Totale carriera | 109        | 1          |                 | 9               | 0               |                    | 0                  | 0                  | -           | -           | -           | 118    | 1      |        |